# Силвестер Макој
Силвестер Макој (енгл. Sylvester McCoy) је британски глумац рођен 20. августа 1943. године у Дануну (Шкотска).

## Биографија
Рођен је као Перси Џејмс Патрик Кент-Смит у Дануну на сјеверу Шкотске. Његов отац, Енглез по националности, погинуо је у Другом свјетском рату, мјесец дана прије Силвестеровог рођења. Мајка му је била Иркиња. Након завршетка школе у родном граду, одселио се у Лондон. Радио је као благајник у Раундхаусу када га је Кен Кембел позвао да се придружи путујућој трупи "The Ken Campbell Roadshow". У трупи је углавном статирао под псеудонимом Силвест Макој. Затим је одлучио да му умјетнички псеудоним буде Силвестер Макој. Од 1970-их почиње његова озбиљнија каријера на телевизији. Глумио је чаробњака Радагаста у филмској трилогији Хобит. 

## Филмографија
| Улоге Силвестера Макоја |                             |               |                  |           |
| Година                  | Српски назив                | Изворни назив | Улога            | Напомена  |
| 2014.                   | Хобит: Битка пет армија     |               | Радагаст         |           |
| 2013.                   | Божићна свијећа             |               | Едвард Хадингтон |           |
| 2013.                   | Хобит: Шмаугова пустошења   |               | Радагаст         |           |
| 2012.                   | Хобит: Неочекивано путовање |               | Радагаст         |           |
| 2008.                   | Краљ Лир                    |               | Будала           |           |
| 1996.                   | Доктор Ху                   |               | Седми Доктор     |           |
| 1987−1989, 1993, 2022.  | Доктор Ху                   |               | Седми Доктор     | ТВ серија |
| 1979.                   | Дракула                     |               | Волтер           |           |